# Budy Dłutowskie
Budy Dłutowskie – wieś w Polsce, położona w województwie łódzkim, w powiecie pabianickim, w gminie Dłutów.
| SIMC    | Nazwa       | Rodzaj    |
| ------- | ----------- | --------- |
| 0537674 | Kozia Wólka | część wsi |

W latach 1975–1998 wieś administracyjnie należała do województwa piotrkowskiego.
We wsi znajduje się przystanek PKS.